# 아키타 가즈에
아키타 가즈에(일본어: 穐田 和恵, 1985년 2월 23일 ~ )는 일본의 여성 아이돌 그룹 SDN48의 전 멤버이다. 오사카부 출신.

## 인물·내력
- 취미는 가라오케.
- 2003년, being 산하의 레코드 회사 GIZA studio와 TU-KA가 협력해 진행된 「GIZA studio newcomer audition 2003」에서 그랑프리를 획득.
- 2006년 9월부터 열린 「THURSDAY LIVE at hills 빵 공장『신인을 발굴할 NIGHT』」에 2회 연속 1위를 차지했다. 미발매된 자작곡 「벚꽃 하늘」(작곡 : Bonn)이 있다.
- 2007년까지 GIZA studio에 소속되어 야마다 나나라는 예명으로 인디 아티스트로 오사카시 니시구 기타호 리에 있는 GIZA studio의 라이브 하우스 「hills 빵 공장」, 「THURSDAY LIVE」등에 출연하며 활동한 적이 있다.
- 그 후 SDN48로서 활동하기 전까지, 음식점 등에서 일하고 있었다.
- 2009년 8월 1일부터 2012년 3월 31일까지 SDN48로서 활동.
- 新生せあらーずエンジェルとおいろけ先輩를 결성을 했다.

## 음반

### 디지털 싱글
1. 봄색 날개(春色の翼)

## 참가 유닛곡

### 참가 싱글 유닛곡
AKB48 명의
1. 마지죠 텟펜블루스(マジジョテッペンブルース) - PV만 참가.

SDN48 명의
1. GAGAGA
2. 고독의 러너(孤独なランナー)
3. 천국의 도어는 3번째의 벨로 열린다(天国のドアは3回目のベルで開く) - 언더걸즈 A 명의
4. 조르는 샴페인(おねだりシャンパン) - 언더걸즈 A 명의
5. 설득하면서 아자부쥬반 duet with 미노 몬타(口説きながら麻布十番 duet with みの もんた)
6. 억지 콩그레츄레이션(負け惜しみコングラチュレーション)
7. 끝나지 않는 앵콜(終わらないアンコール)

### 참가 앨범 유닛곡
SDN48 명의
1. 1캘런의 땀(1ガロンの汗)

### 그 외 참가 유닛곡
팀Z 명의
1. 사랑의 끈(恋のお縄)

### 공연 참가 유닛곡
SDN48 1st Stage 「유혹의 카터(誘惑のガーター)」공연
1. Saturday night party
2. 유혹의 카터(誘惑のガーター)